# اگنشتاین-لوپولدسهافن
اگنشتاین-لوپولدسهافن (به آلمانی: Eggenstein-Leopoldshafen) یک شهر در آلمان است که در Karlsruhe واقع شده‌است. اگنشتاین-لوپولدسهافن ۱۵٬۳۲۹ نفر جمعیت دارد.

## خواهرخوانده
شهرهای Höflein و Obhausen خواهرخوانده‌های اگنشتاین-لوپولدسهافن هستند.